# Palm Trees of the Amazon
Palm Trees of the Amazon (abreviado Palm Trees Amazon) es un libro ilustrado con descripciones botánicas, que fue editado por el naturalista, explorador, geógrafo, antropólogo y biólogo británico (conocido por haber propuesto independientemente una teoría de evolución por medio de selección natural que motivó a Charles Darwin a publicar su propia teoría) Alfred Russel Wallace. Fue publicado en 1853 con el nombre de Palm Trees of the Amazon and their uses.